# 民乐淖
民乐淖，是一个位于中国内蒙古自治区乌兰察布市化德县朝阳镇境内的内流湖，地处朝阳镇政府驻地东南约6千米。《中国湖泊志》附录中记录本湖为“无名湖”，湖长3.1千米，最大宽1.5千米，平均宽1.4千米，面积4.2平方千米。
在2020年化德县人民政府公布河湖管理范围划定成果中，民乐淖海子管理范围长度10.63千米，管理范围面积4.32平方千米。
根据2021年公布的化德县县级河湖长名单，民乐淖县级湖长为化德县委常委、纪委书记、监委主任。